# Платлинг
Платлинг (њем. Plattling) град је у њемачкој савезној држави Баварска. Једно је од 26 општинских средишта округа Дегендорф. Према процјени из 2010. у граду је живјело 12.625 становника. Посједује регионалну шифру (AGS) 9271146.

## Географски и демографски подаци
Платлинг се налази у савезној држави Баварска у округу Дегендорф. Град се налази на надморској висини од 320 метара. Површина општине износи 35,8 km². У самом граду је, према процјени из 2010. године, живјело 12.625 становника. Просјечна густина становништва износи 352 становника/km².

## Међународна сарадња
| Мјесто   | Држава               | Врста сарадње | Од    |
| -------- | -------------------- | ------------- | ----- |
| Шарниц   | Аустрија             | партнерство   | 2009. |
| Селкеркс | Уједињено Краљевство | партнерство   | 1998. |
| Извор    |                      |               |       |